# Spoorlijn Banská Bystrica – Červená Skala
De spoorlijn Banská Bystrica – Červená Skala (lijn nummer 172) is een enkelsporige, niet-geëlektrificeerde spoorlijn in Slowakije die Banská Bystrica en Červená Skala  met elkaar verbindt. De lijn leidt gedeeltelijk door de vallei van de rivier Hron, maakt deel uit van de spoorweg Zvolen – Banská Bystrica – Margecany – Košice, is een deel van de centrale dwarslijn en gelijktijdig een deel van de internationale verbinding Košice-Bohumín (Tsjechië).

## Geschiedenis

Netkaart van de Slowaakse Spoorwegen (ŽSR).

Lijn 172 werd in drie fasen aangelegd.
Indienststellingen:
- 26 juli 1884: van Banská Bystrica naar de ijzerfabriek van Podbrezová,
- 15 december 1895: verder naar Brezno,
- 28 november 1903: van Brezno naar Červená Skala.

Op 21 februari 2009 gebeurde op deze lijn een zwaar ongeval. Een autobus bevond zich op een onbewaakte overweg nabij Polomka terwijl een trein naderde, met een aanrijding tot gevolg. Bij dit voorval vielen twaalf doden.

## Stations en haltes

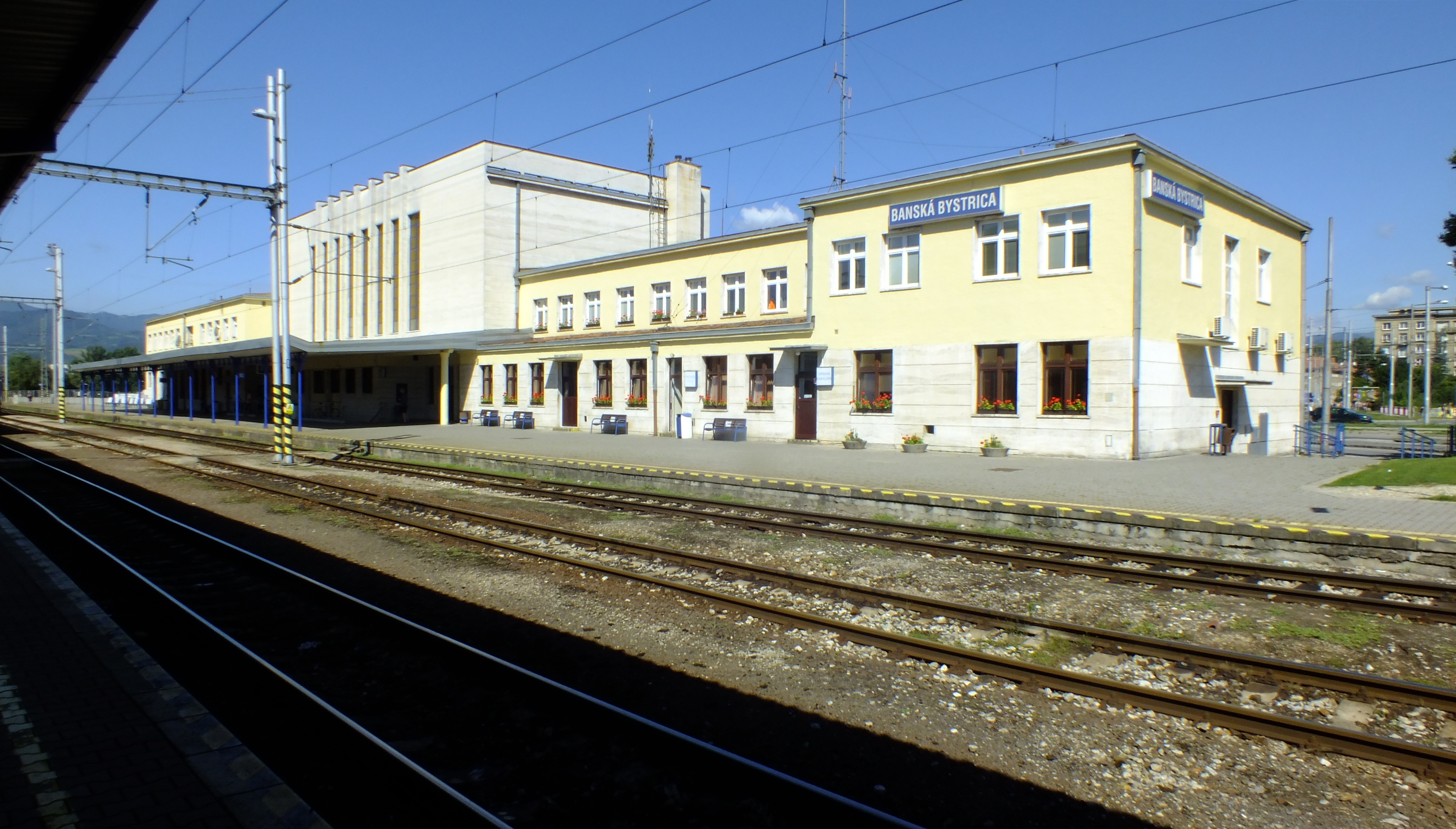
Station Banská Bystrica

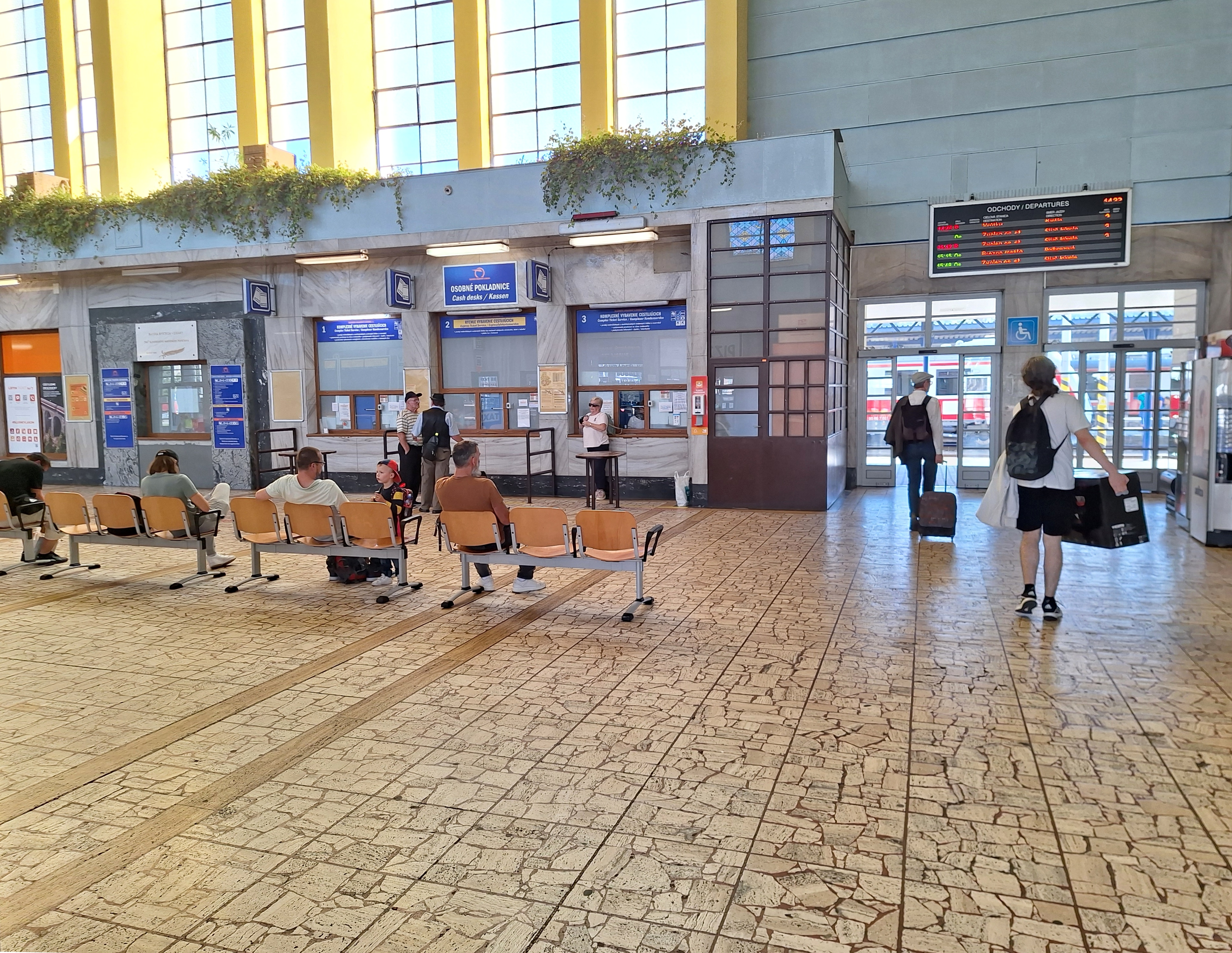
Station Banská Bystrica (interieur)

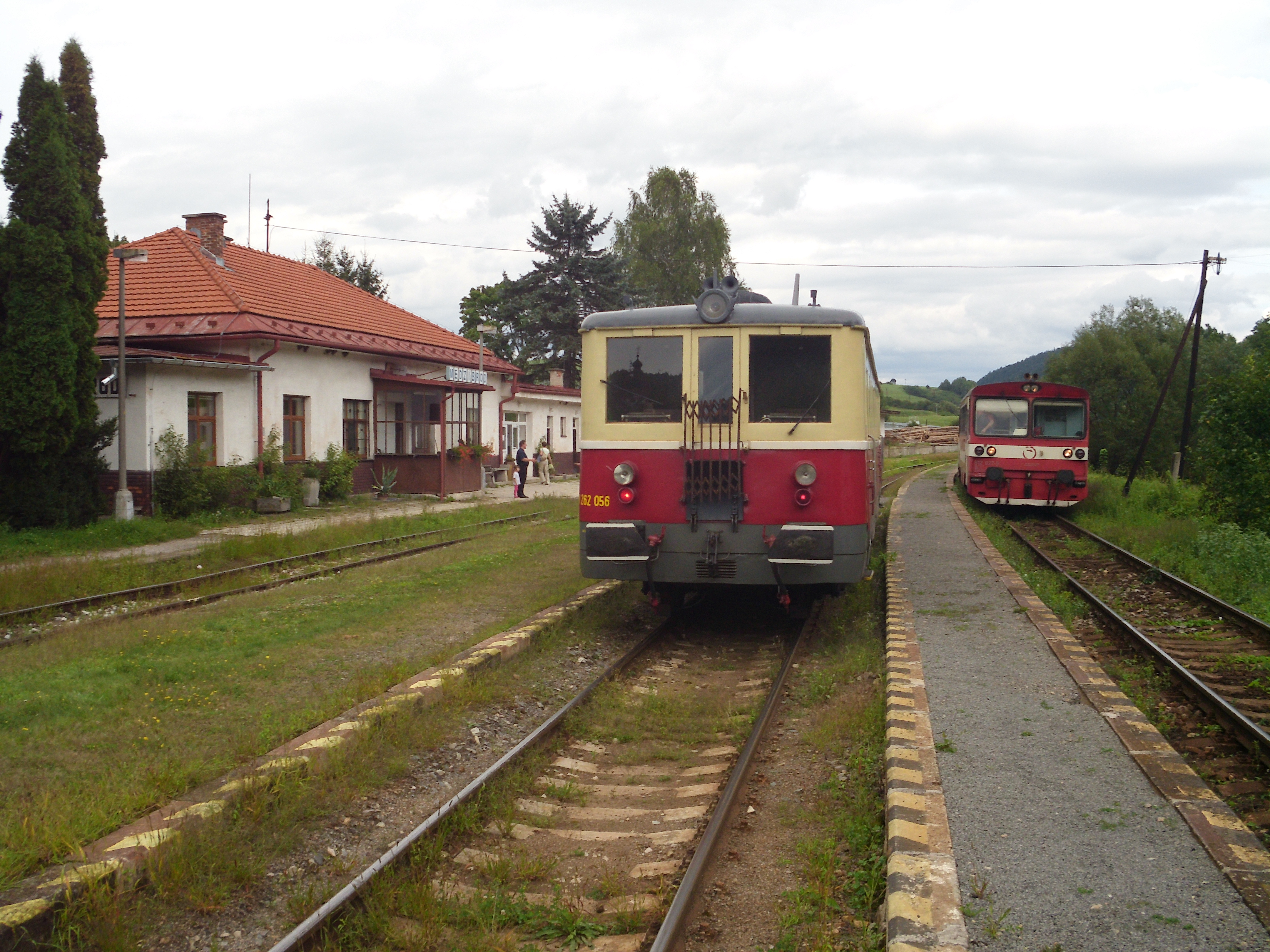
Station Medzibrod

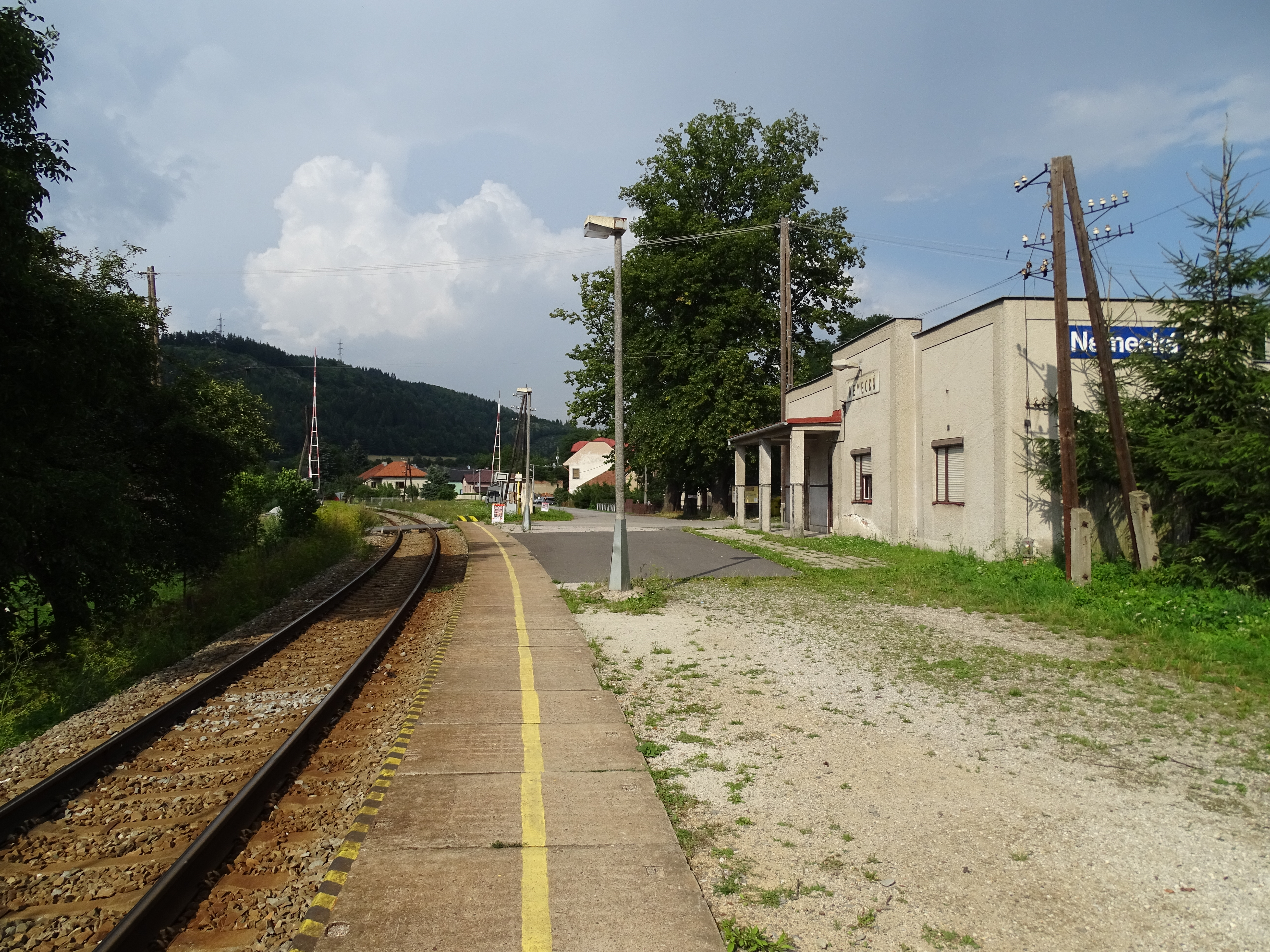
Station Nemecká

Lijn 172 omvat de volgende stations en haltes:
| Afstands- punt | Station (s)/ halte                   | Opmerkingen |
| -------------- | ------------------------------------ | --- |
| 21,349         | Banská Bystrica – osobná stanica (s) | vertakking naar lijn 170 (Zvolen - Vrútky)                                                                                              |
| 25,84          | Šalková                              | |
| 27,50          | Slovenská Ľupča-Príboj               | |
| 31,18          | Slovenská Ľupča (s)                  | |
| 34,86          | Lučatín                              | |
| 39,68          | Medzibrod (s)                        | |
|                |                                      | onderbrugging aan de rivier: Hron |
| 42,26          | Brusno kúpele                        | |
| 45,72          | Nemecká                              | |
| 47,67          | Dubová (s)                           | |
| 50,33          | Predajná                             | |
| 52,98          | Lopej                                | |
| 55,14          | Podbrezová (s)                       | |
| 55,64 0,00     |                                      | afstandspunt |
| 2,74           | Chvatimech                           | • vertakking naar Hronec • aansluiting met een smalspoorlijn in de richting van Čierny Balog • onderbrugging aan de rivier: Čierny Hron |
| 4,04           | Valaská                              | |
| 8,47           | Brezno (s)                           | |
| 10,24          | Brezno mesto ("gemeente")            | |
| 12,99 0,00     |                                      | • afstandspunt • vertakking naar lijn 174 (Brezno – Jesenské)                                                                           |
|                |                                      | onderbrugging aan de rivier: Hron |
| 1,77           | Bujakovo zastávka ("halte")          | |
| 6,59           | Gašparovo (s)                        | |
| 7,77           | Beňuš                                | |
| 12,88          | Bacúch                               | |
| 16,54          | Polomka (s)                          | |
| 21,36          | Závadka nad Hronom obec ("gemeente") | |
| 24,87          | Heľpa (s)                            | |
| 29,14          | Pohorelá                             | |
| 30,21          | Pohorelská Maša                      | |
| 33,78          | Vaľkovňa                             | |
| 39,02          | Červená Skala                        | vertakking naar lijn 173 (Červená Skala – Margecany)                                                                                    |

## Illustraties

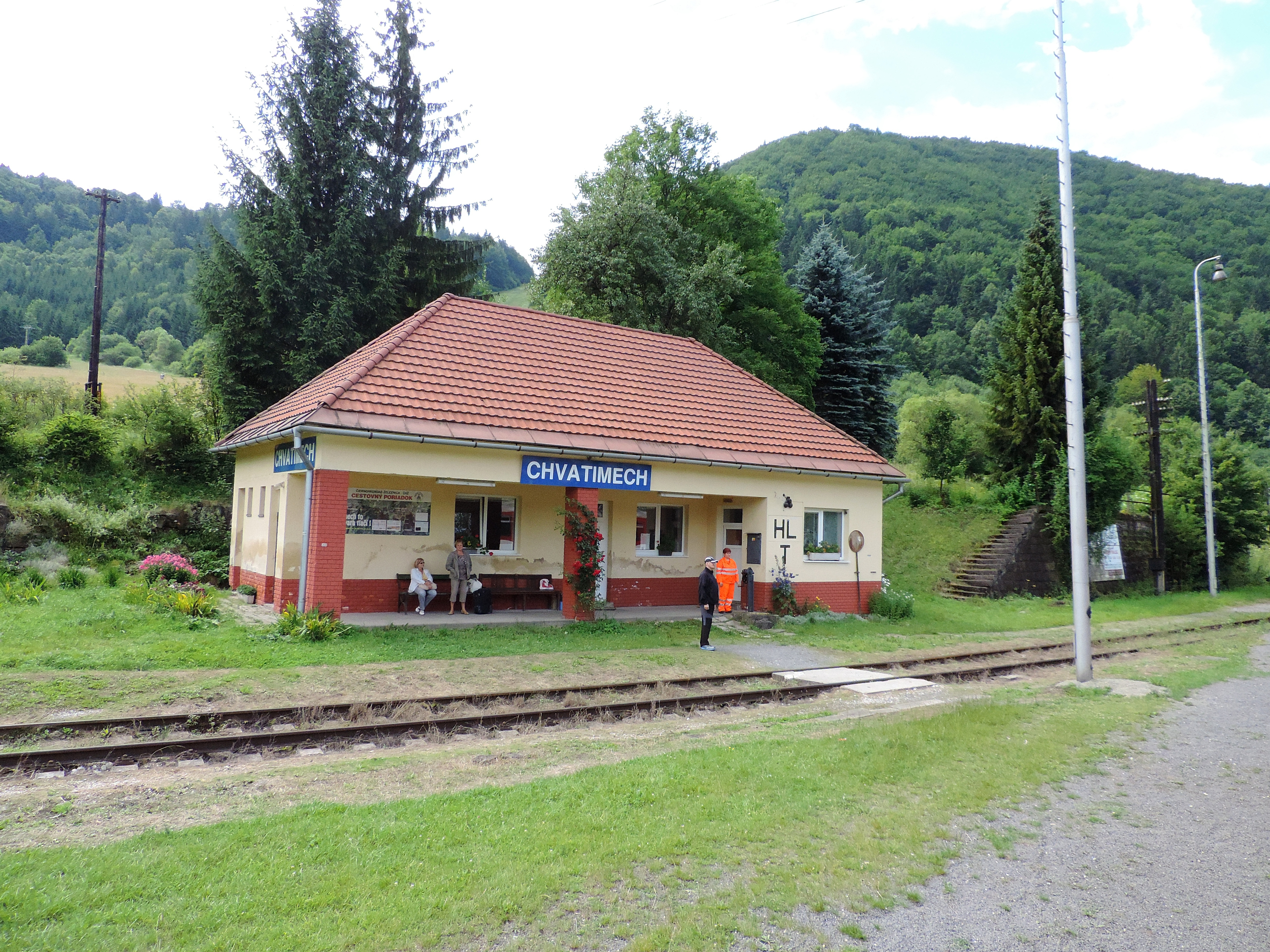
Station Chvatimech
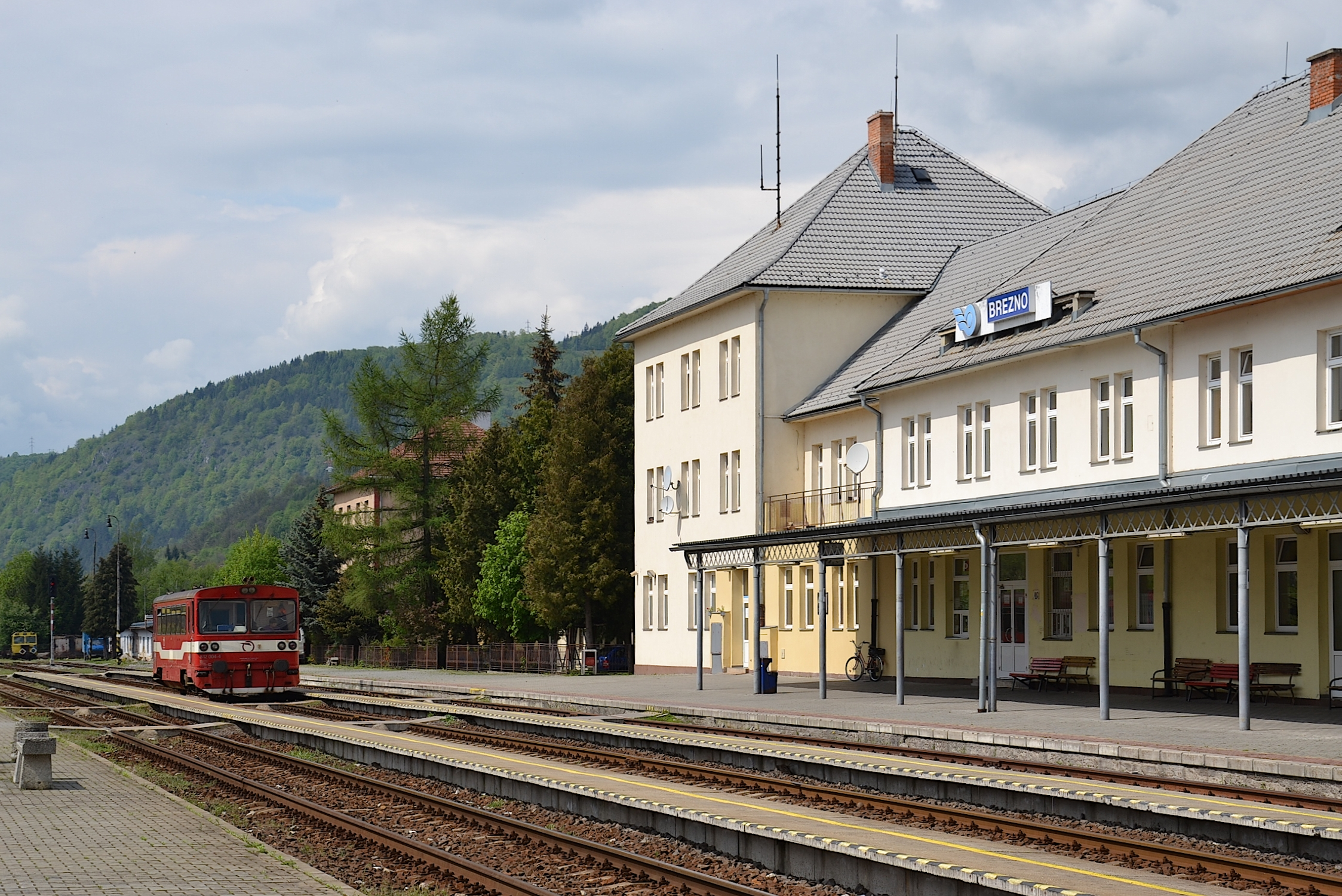
Station Brezno
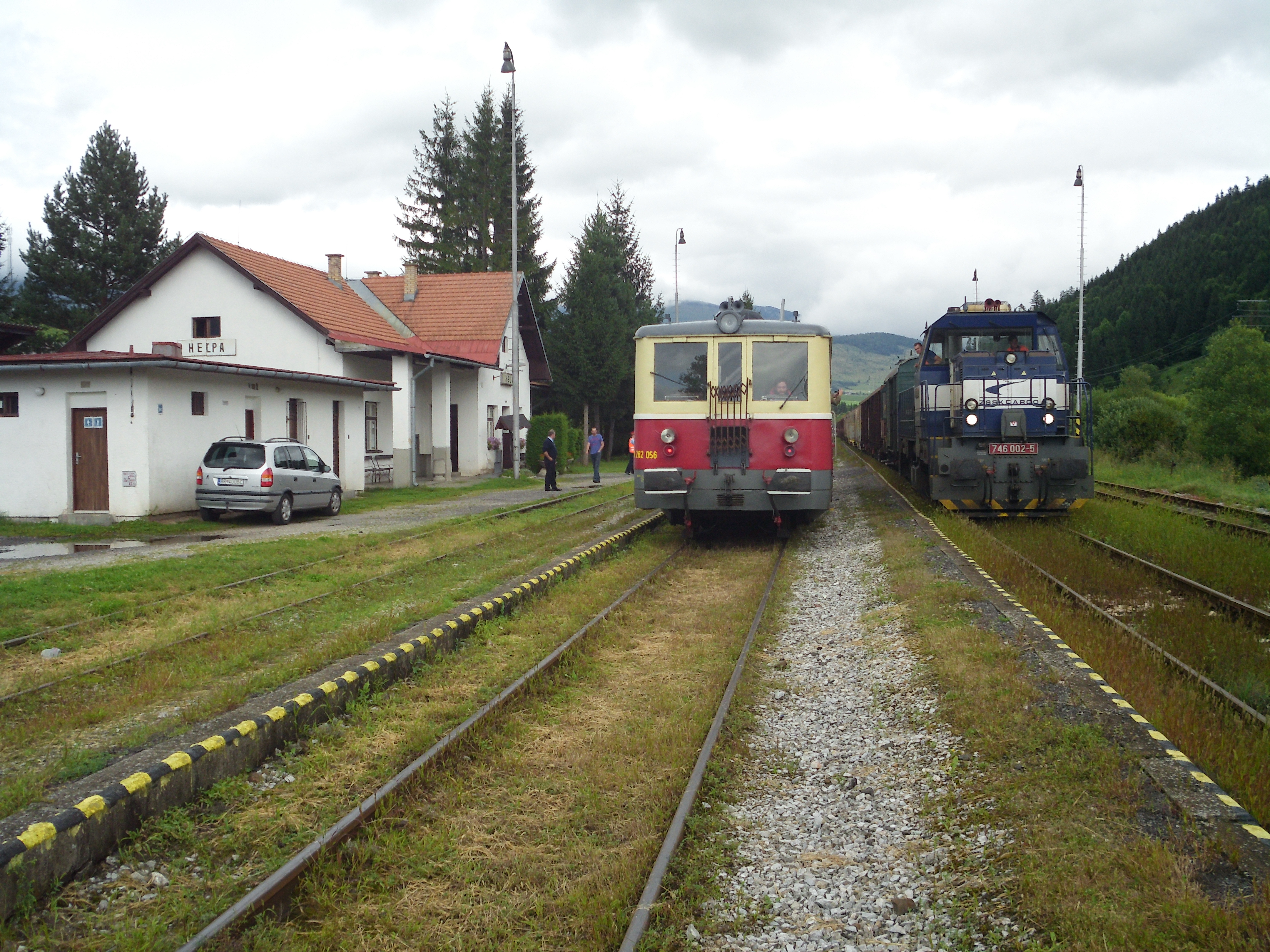
Station Heľpa